# استئصال الزائدة الدودية

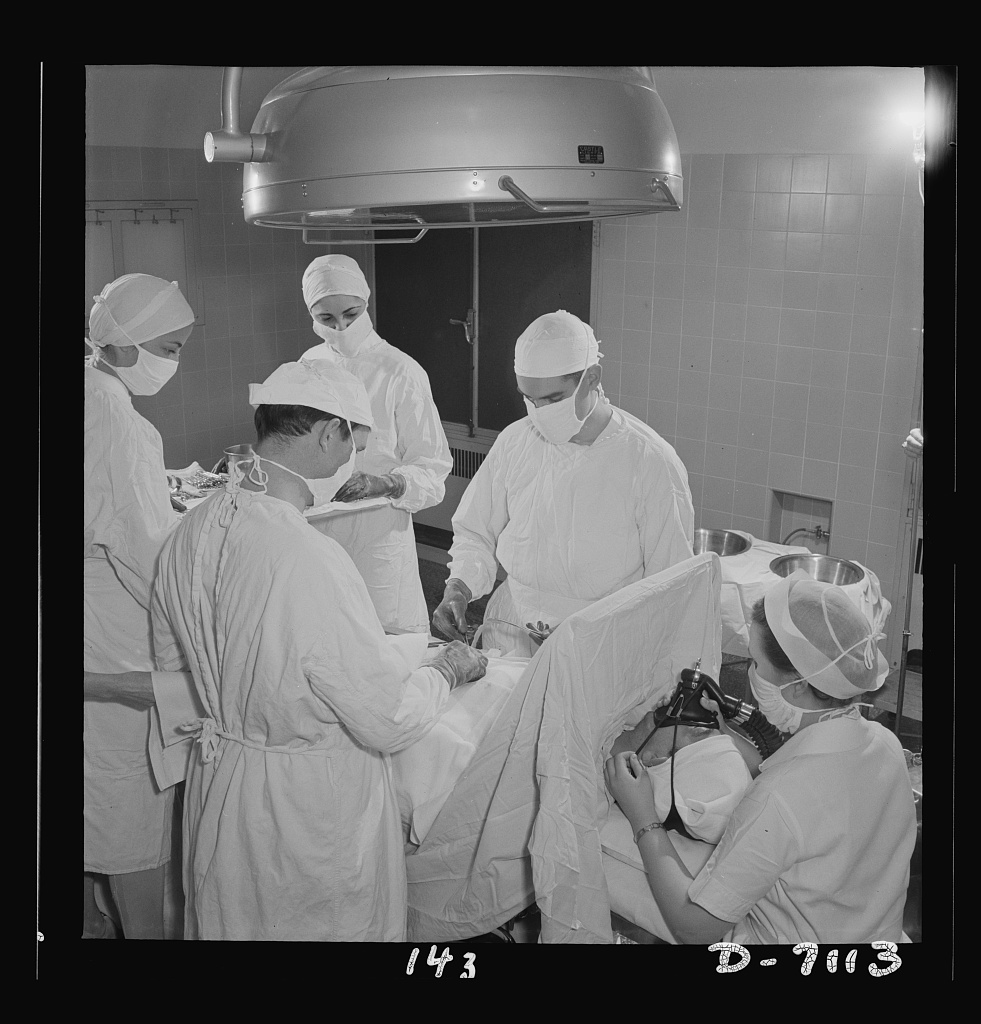

استئصال الزائدة هي عملية جراحية تتم فيها إزالة الزائدة الدودية (جزء من الأمعاء). ويتم إجراءها بشكل طبيعي كإجراء عاجل أو طارئ لعلاج التهاب الزائدة الدودية الحاد.
يمكن إجراء الجراحة عبر تنظير البطن (كجراحة طفيفة التوغل) أو عن طريق عملية مفتوحة. يستخدم تنظير البطن غالبًا إذا كان التشخيص محل شك، أو لترك ندبة جراحية أصغر. وقد يكون التعافي بعد الجراحة بتنظير البطن أسرع، إلا أنها أغلى وتحتاج لموارد كثيفة مقارنة بالجراحة المفتوحة كما تستهلك وقتًا أطول. يتطلب الإنتان الحوضي المتقدم أحيانا استكشاف بطني سفلي وسطي. بين البالغين في الولايات المتحدة، تبلغ نسبة الوفاة خلال 30 يوم بعد استئصال الزائدة الدودية 1.8%.

## الإجراء

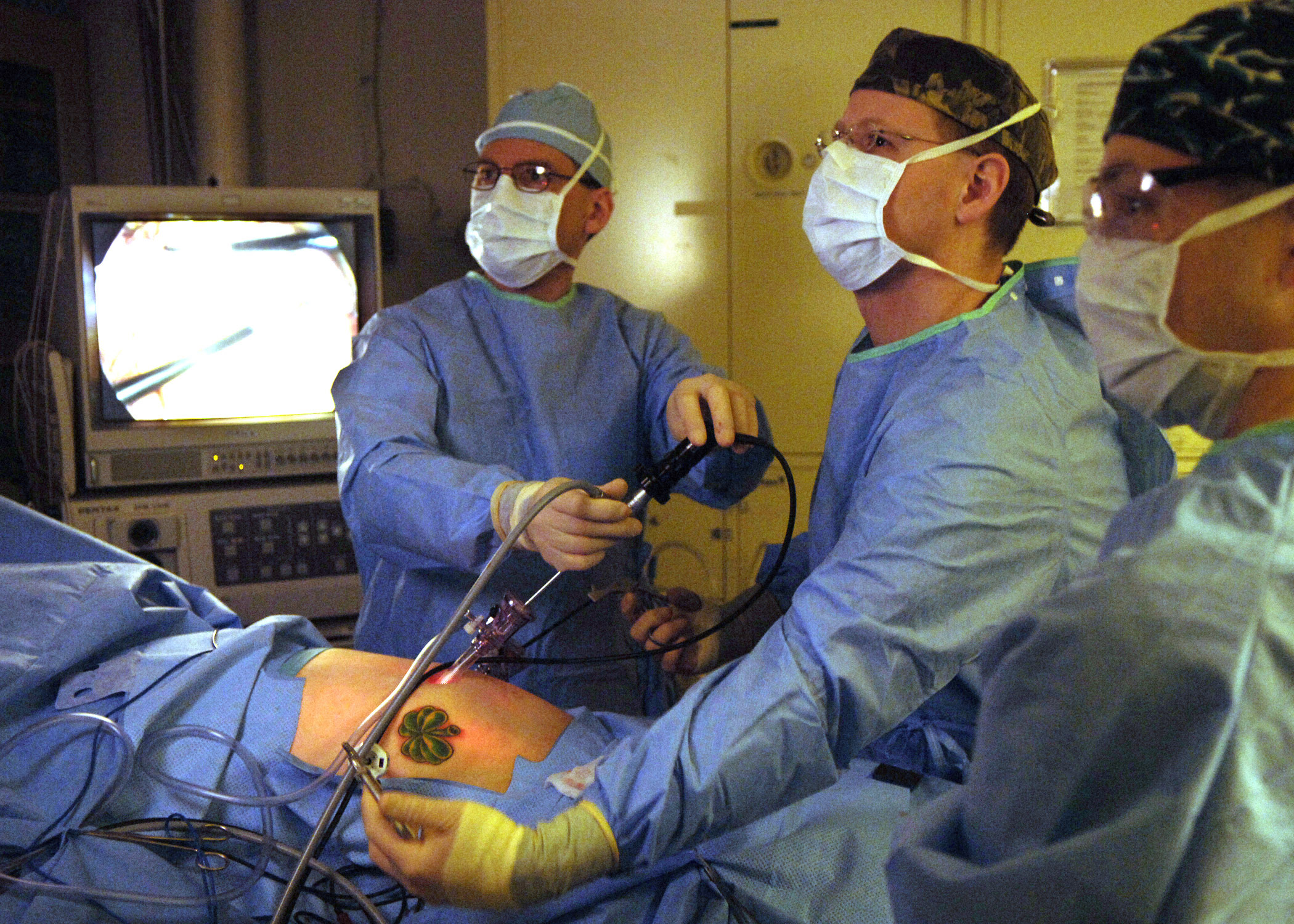
جراحون يقومون باستئصال الزائدة الدودية عن طريق التنظير البطني.

بشكل عام، إجراء استئصال الزائدة الدودية المفتوح يكون عبارة عن:
1. يتم إعطاء مضادات حيوية فورًا إذا كانت هناك علامات إنتان (في التهاب الزائدة الدودية، عادة ما يحدث إنتان وتجرثم الدم فقط إذا انفجرت الزائدة، وبدأ التهاب البريتون)، أو إذا كان هناك شك منطقي أن الزائدة الدودية انفجرت (بالأشعة مثلا) أو إذا كان هناك شك بحدوث التهاب البريتون -الذي يؤدي إلى إنتان كامل إذا لم تتم معالجته-، في غير تلك الحالات يتم إعطاء جرعة واحدة من المضادات الحيوية عبر الوريد قبل الجراحة فورًا.
2. يتم تخدير المريض تخديرًا عامًا، مع تركيب أنبوب القصبة الهوائية، وإرخاء العضلات بشكل كامل، ووضع المريض في وضعية الاستلقاء.
3. يتم تجهيز البطن وكسوتها وفحصها تحت التخدير.
4. إذا تبين بالفحص وجود كتلة، يتم شق البطن عبر تلك الكتلة. وإلا، يتم شق البطن عبر نقطة ماكبيرني، والتي تمثل الموقع الأكثر شيوعًا لقاعدة الزائدة الدودية.
5. يتم فتح الطبقات المختلفة لجدار البطن. من أجل الحفاظ على تكامل جدار البطن، يتم شق الوتر العريض للعضلة المائلة الخارجية بطول أليافه، وكذلك بالنسبة للعضلة المائلة الداخلية. حيث يتعامدان على بعضهما البعض، ويقلل ذلك من خطورة الفتق الجراحي لاحقا.
6. عند دخول البريتون، يتم التعرف على الزائدة، وتحريكها ثم ربطها وقطعها عند قاعدتها.
7. يختار بعض الجراحين دفن الجزء المتبقي من الزائدة عن طريق قلبه بحيث يشير نحو الأعور.
8. يتم غلق كل طبقة من جدار البطن بالترتيب.
9. يمكن غلق الجلد باستخدام مشابك أو عقد جراحية.
10. تغطية الجرح.
11. نقل المريض لعرفة التعافي.

### الشقوق الجراحية
تلك الشقوق وضعت لاستئصال الزائدة الدودية: 1) شق ماكبرني، الذي يعرف كذلك بشق المشواة. 2) شق لانز. 3) رازرفورد موريسون. 4) شق مجاور للوسط.
خلال العقد الماضي، تفوقت نتائج الجراحة عبر التنظير البطني على الجراحة المفتوحة بسبب نقص الألم، والمضاعفات الجراحية، وتقليل مدة الإقامة في المستشفى، والحركة الأسرع للمريض، والعودة سريعًا للعمل والشكل الجمالي الأفضل. مع ذلك، وبرغم تلك المزايا، لا يزال هناك جهود تبذل لتقليل شق البطن والندبات الناتجة عن التنظير البطني. أدى بحث حديث إلى تطور الجراحة بالمناظير عبر التجويف). إلا أن صعوبات عديدة بحاجة للتغلب عليها قبل ممارسة هذا النوع من الجراحات بشكل كبير، وتشمل تلك الصعوبات المضاعفات كفتح أحشاء مجوفة، أو فشل العقد الجراحية، أو نقص الأدوات المطورة بشكل كامل، وضرورة وجود تحليل موثوق للعلاقة بين الفائدة والتكلفة.
حاول العديد من الجراحين تقليل المراضة الناتجة عن الشقوق الجراحية وتحسين النتائج الجمالية في استئصال الزائدة بالتنظير البطني عبر استعمال فتحات أصغر وأقل. أحد تلك المحاولات هي إخفاء الفتحات في أماكن إخفاء طبيعية كشعر العانة. بالإضافة لذلك، تشير تقارير إلى أن استئصال الزائدة بالتنظير البطني المصغر باستخدام أدوات سمكها 2 أو 3 مم أو أصغر عبر فتحة واحدة قطرها 12 مم يقلل الألم ويحسن المظهر الجمالي.
كذلك، فإن هناك توجه متزايد نحو الجراحة بالتنظير البطني عبر شق جراحي واحد، باستخدام مبزل سري خاص متعدد الفتحات. في هذا النوع من الجراحة يحصل الطبيب على رؤية جيدة تشبه الرؤية التقليدية لمجال الجراحة مقارنة بالجراحة بالمناظير عبر التجويف. الأدوات المستخدمة مألوفة بالنسبة للجراحين الذين يقومون بجراحات عبر التنظير البطني. والأهم، أنه من السهل تحويل الجراحة إلى جراحة تقليدية بالتنظير البطني بإضافة المزيد من المبازل. اتضح أن الجراحة بالتنظير البطني عبر شق جراحي واحد عملية، وآمنة بشكل جيد، ومميزة من الشكل الجمالي مقارنة بتنظير البطن التقليدي. إلا أن، تلك التقنية الأحدث تتضمن أدوات متخصصة، وأكثر صعوبة للتعلم بسبب فقد التثليث، وتصارع الأدوات، ونقص القدرة على المناورة. كذلك، المشكلة الإضافية التي تكمن في نقص الرؤية والعب المالي الزائد. لا زالت تلك التقنية في مرحلة التطور، وتستخدم بنجاح في كثير من المراكز، ولكن لا زال أمامها بعض الوقت لتصبح اتجاهًا سائدًا.

## الحمل
إذا أصيبت امرأة حامل بالتهاب الزائدة الدودية، يتم عادة استئصالها بدون أي ضرر للجنين. لا يتجاوز خطر حدوث ولادة مبكرة 10%  خطر وفاة الجنين في الفترة المحيطة بالعملية بعد استئصال الزائدة الدودية بسبب التهاب حاد بها يبلغ 3-5%. ويرتفع إلى 20% في حالة انفجار الزائدة قبل الجراحة.

## التعافي

ندبة وكدمة بعد الجراحة بيومين

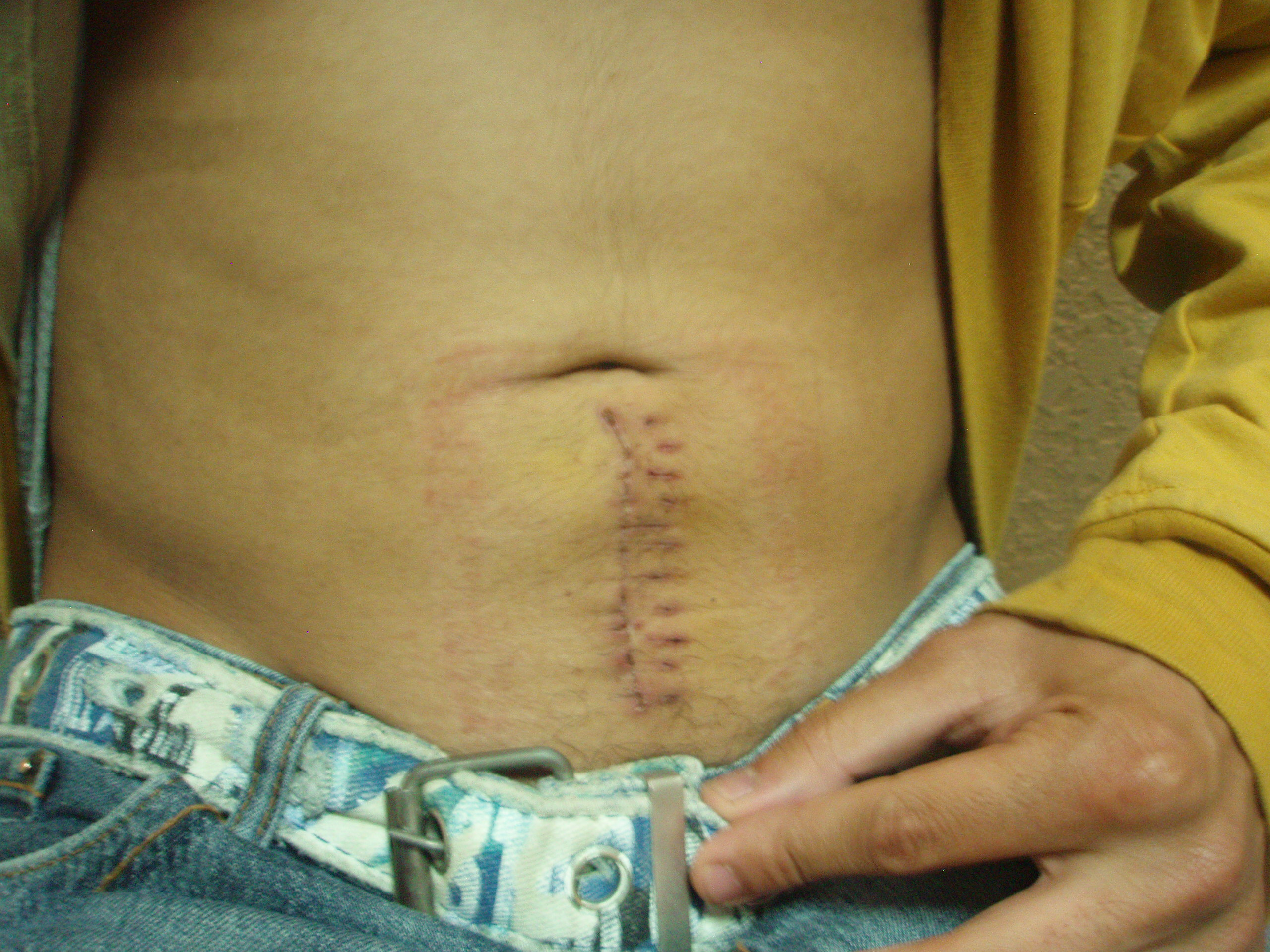
ندبة بعد الجراحة بـ10 أيام

وجدت دراسة من 2010 أن معدل الإقامة في المستشفى لمرضى التهاب الزائدة الدودية في الولايات المتحدة كان 1.8 يوم. أما المرضى الذين انفجرت زائدتهم الدودية، بلغ معدل الإقامة 5.2 يوم.
تختلف مدة التعافي من الجراحة من شخص لآخر. يستغرق البعض حتى 3 أسابيع قبل العودة للنشاط الكامل، بينما لا يحتاج أخرون سوى بضعة أيام. في حالة الجراحة بالتنظير البطني، يكون لدى المريض 3 ندبات مدبسة طول كل منها 2.5 سم تقريبًا/ بين السرة، وخط شعر العانة. أما في حالة الجراحة المفتوحة، يكون لدى المريض ندبة واحدة طولها من 5-7.5 سم، وتكون مليئة بالكدمات في البداية.

## الانتشار
تم إجراء حوالي 327,000 عملية استئصال للزائدة الدودية في 2011 في الولايات لمتحدة، بمعدل 10.5 عملية لكل 10,000 شخص. كانت عمليات استئصال الزائدة الدودية مسئولة عن 2.1% من كل العمليات الجراحية في 2011.

## التاريخ

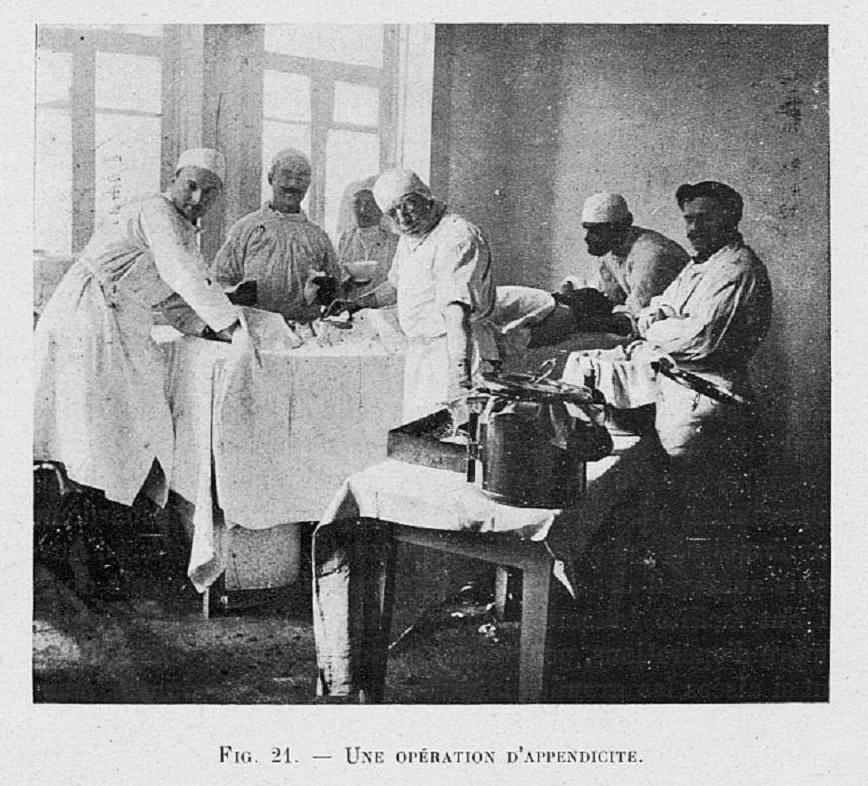
استئصال الزائدة الدودية في المستشفى الفرنسي في تبليسي، جورجيا، 1919

أول اسئتصال ناجح للزائدة الدودية تم تسجيله كان في 6 ديسمبر 1735، في مستشفى القديس جورج في لندن بواسطة الجراح الفرنسي كلاوديوس اميان لطفل عمره 11 سنة كان لديه فتق أربي يشمل الزائدة. وكانت الزائدة مثقوبة بواسطو دبوس ابتلعه الطفل. تعافى المريض، هانفيل أنديرسون، وخرج من المستشفى بعد شهر.
أجرى هاري هانكوك أول جراحة بطنية لالتهاب الزائدة الدودية في 1848، لكنه لم يستأصل الزائدة. في 1889، في مدينة نيويورك، وصف تشارلس ماكبرني أعراض وعلامات وإمراض التهاب الزائدة الدودية بشكل دقيق وشرح أن الاستئصال المبكر هو أفضل علاج لتجنب الانفجار والتهاب البريتون.
حدثت بعض حالات استئصال الزائدة الدودية التلقائية. حاول إيفان أونيل كين فعلها في 1921، إلا أن مساعديه هم الذين أكملوا العملية. محاولة أخرى كانت بواسطة ليونيد روغوزوف الذي اضطر لإجراء الجراحة بنفسه لكونه الطبيب الوحيد في البعثة الروسية للقارة القطبية الجنوبية.
في 13 سبتمبر 1980، أجرى كيرت سيم أول جراحة استئصال للزائدة الدودية عبر تنظير البطن فاتحًا المجال لتطبيقات أوسع للجراحات طفيفة التوغل.

## التكلفة

### الولايات المتحدة
تتنوع تكلفة استئصال الزائدة الدودية بشكل كبير في الولايات المتحدة. حيث حللت دراسة في 2012 بيانات عام 2009 عن حوالي 20,000 مريض بالغ تمت معالجتهم من التهاب الزائدة الدودية في مستشفيات كاليفورنيا. فحص الباحثون "الحالات غير المعقدة" فقط التي اشتملت مرضى بين 18-59 عام، تم إيداعهم في المستشفى لمدة تقل عن 4 أيام ثم خرجوا بعدها". كانت أقل تكلفة 1529 دولار، وبلغت أكبر تكلفة 182,955 دولار، أي أكبر من 120 ضعف. فيما كان متوسط التكلفة 33,611 دولار. بينما كانت التجربة قاصرة على كاليفورنيا، أشار الباحثون أن النتائج قابلة للتطبيق في أي مكان في الولايات المتحدة.
أجرت وكالة البحث وجودة الرعاية الصحية دراسة وجدت أنه في عام 2010، كان متوسط تكلفة الإقامة في مستشفى بسبب التهاب الزائدة الدودية 7800 دولار. أما في حالات انفجار الزائدة الدودية وصل المتوسط لـ12,800 دولار.

## روابط خارجية
- Open Appendectomy: Operative procedure video
- Laparoscopic Appendectomy Video (includes case presentation)
- Open appendectomy, appendectomy[وصلة مكسورة] Part of the operative howto series, explaining the steps in carrying out an open appendectomy
- Open & Laparoscopic appendectomy, appendectomy Open and Laparoscopic appendectomy
- A video of the procedure
- Another video of the procedure (Either Requires Windows Media Player and will not load in Firefox 1.5; or use with any player that can play .wmv files.)</small